# RC4WD
RC4WD és una empresa que fabrica i ven de peces, vehicles i equipament de radiocontrol. La companyia es va fundar el 2001 a l'àrea de la badia de San Francisco. Els seus productes han estat escollits per la NASA i han aparegut a la televisió i en revistes de diversos països. La companyia ha fabricat algunes de les peces del cotxe elèctric operat per radiocontrol més ràpid del món.

## Història
RC4WD va ser fundada el 2001 en un garatge de l'àrea de la badia de San Francisco a Califòrnia. En un primer moment, RC4WD, es va iniciar com una web “tot en un” pel mercat de peces i camions Monster de segona mà. El negoci va créixer amb l'ajut de RCTM.net, un fòrum dedicat a la comunitat d'aficionats als camions Monster operats per radiocontrol. El 2005 la companyia emmagatzemava gairebé 800 peces de companyies com ara Thundertech Racing, JPS, New Era Models, Imex, Defiance Racing, RC Alloy, Vertigo Performance i altres més.
Finalment, el 2007 la companyia es va mudar a un petit magatzem a San José, Califòrnia. El juliol del 2010 va arribar el primer producte amb llicència, el pneumàtic “The Dick Cepek Mud Country” 1.9. El febrer del 2011, Horizon Hobby va començar a distribuir els productes de RC4WD. El març del 2014, Towerhobbies, va començar a vendre els productes de RC4WD.

## Paquet de RC
- 1/10 Trail Finder Truck.
- 1/10 Gelande Truck.
- 1/5 Killer Krawler.
- 1/10 Subzero Truck.
- 1/10 Boyer Truggy.
- 1/10 Worminator 6x6 Truck.
- 1/10 Gelande D110 Truck.
- 1/10 Fracture Truck with V8 engine.
- 1/10 Bully Crawler.
- 1/10 Timberwolf Scale Truck.
- 1/10 Trail Stomper Truck.
- 1/10 Trail Finder II Truck.
- 1/10 Gelande II Truck.

## RC4WD als mitjans
Reconeixements i premis
- Maig 2010 – Revista WIRED - "Editor's Pick" RC4WD Killer Krawler
- Novembre 2011 - NASA RC Rover Robotic Arm - RC4WD Killer Krawler[3]

Televisió
- Juliol 2012 - RC4WD a Stacey David's Gears (Speed Channel)[4]

Revistes
- Novembre 2008 – REVISTA MAX BASHING INTERACTIVE DIGITAL - RC4WD Diablo.
- Novembre 2008 - Revista RC (Japó) - RC4WD Trail Finder.
- Maig 2010 - Revista MAKE - RC4WD Killer Krawler.
- Juny 2010 – Revista XTREME RC CARS - RC4WD Gelande.
- Juliol 2010 – Revista TRUCMODELL (Alemanya) - RC4WD Gelande.
- Febrer 2013 – Revista RACER (Anglaterra) - RC4WD Trail Finder 2.